# Discophora bangkaiensis
Discophora bangkaiensis är en fjärilsart som beskrevs av Hans Fruhstorfer 1902. Discophora bangkaiensis ingår i släktet Discophora och familjen praktfjärilar. Inga underarter finns listade i Catalogue of Life.